# Остановочный пункт 2629 км
Остановочный пункт 2629 км (каз. Аялдау стансасы 2629 км) — упразднённый населенный пункт в Северо-Казахстанской области Казахстана. В 2018 г. включен в состав города Петропавловска.Код КАТО — 591000600.

## Население
В 1999 году население населённого пункта составляло 436 человек (219 мужчин и 217 женщин). По данным переписи 2009 года, в населённом пункте проживало 450 человек (218 мужчин и 232 женщины).